# 拉里·凯农
拉里·乔·凯农（英語：Larry Joe Kenon，1952年12月13日—），美国NBA联盟前职业篮球运动员。他在1973年的NBA选秀中第3轮第50顺位被底特律活塞选中。